# Красногорская ТЭЦ
Красногорская ТЭЦ (КТЭЦ) — тепловая электростанция (теплоэлектроцентраль), расположенная в городе Каменск-Уральский Свердловской области России. Входит в состав Уральского алюминиевого завода, ранее — Свердловского филиала ПАО «Т Плюс».
Красногорская ТЭЦ (по состоянию на начало 2015 года) поставляет электрическую энергию и мощность на оптовый рынок электрической энергии и мощности. Является основным источником тепловой энергии для системы централизованного теплоснабжения Каменска-Уральского, включая Уральский алюминиевый завод, к территории которого примыкает ТЭЦ. Установленная электрическая мощность — 121 МВт, тепловая — 1006 Гкал/час.

## История
Решение о строительстве Красногорской ТЭЦ было принято 3 декабря 1932 года для обеспечения нужд строящегося Уральского алюминиевого комбината. 23 августа 1933 года приказом Наркомтяжпрома С. Орджоникидзе в качестве площадки была выбрана территория на правом берегу реки Исеть, вблизи деревни Красная Горка (ныне — Красногорский район города Каменск-Уральского), ТЭЦ получила название Красногорской. Проектировщик станции — московское отделение «Теплоэлектропроект».
Строительство первой очереди ТЭЦ началось в 1935 году и велось практически вручную, без механизированных средств, силами управления строительства алюминиевого завода и ТЭЦ, использовалось стахановское движение. И в конце 1938 года строители завершили сооружение первой очереди ТЭЦ, были подготовлены два котла и одна турбина. Пуск первого турбогенератора мощностью 25 МВт состоялся 10 марта 1939 года, в день открытия XVIII съезда партии, что позволило в том же году получить первый уральский алюминий. 23 марта 1939 года Красногорская ТЭЦ была выделена в самостоятельную организацию в управлении «Уралалюминий», а на основании Постановления СНК СССР от 28 июня 1939 года и приказов Наркомата электростанций и электропромышленности и Наркомата цветной металлургии от 9 августа 1939 года Красногорская ТЭЦ была передана в ведение наркомата электростанций и электропромышленности как самостоятельное предприятие. Первый руководителем стал С. П. Турусинов, главным инженером — Г. А. Зубков. В начале 1941 года установленная мощность ТЭЦ выросла до 50 МВт, были запущены два новых турбогенератора. Для нужд ТЭЦ была построена Волковская плотина и водохранилище близ села Волкова. Красногорская ТЭЦ единственная в городе обеспечивало электричеством все заводы города, ощущалась нехватка электроэнергии.
В конце 1941 года директором КТЭЦ был назначен И. В. Казачек, а главным инженером стал Ю. В. Пономарёв. К осени 1942 года в город было эвакуировано 35 тысяч человек, в том числе сотрудников Ленэнерго, Днепроэнерго, Донбассэнерго, Сталинградэнерго, Мосэнерго, которые размещались в бараках, в землянках, на чердаках и в подвалах, на 21-м разъезде, на станции Багаряк. На Красногорскую ТЭЦ прибыло разнотипное оборудование с Кураховской, Старобешевской, Воронежской электростанций. Многие сотрудники КТЭЦ ушли добровольцами на фронт.
5 февраля 1943 года было принято распоряжение ГКО СССР об изготовлении и установке прямоточного котла среднего давления на Красногорской. В 1943 году по проекту профессора Л. К. Рамзина были изготовлены 6 прямоточных котлов. В годы Великой Отечественной войны Красногорская ТЭЦ стала крупнейшей электростанцией Урала, в феврале 1944 года мощность станции достигла 275 МВт, получив благодарность верховного главнокомандующего И. В. Сталина. А 1 апреля 1945 года Указом Президиума Верховного Совета СССР за «успешную работу по освоению новых мощностей и энергоснабжению алюминиевой промышленности» ТЭЦ была награждена орденом Ленина, 36 энергетиков были награждены орденами и медалями.
В последующие годы мощность станции достигала 325 МВт. Станция проектировалась на сжигание угля, с 1966 года начались работы по частичному переводу котлов на сжигание природного газа.
В ходе реформы РАО ЕЭС России Красногорская ТЭЦ вошла в состав ТГК-9, позднее присоединённой к ОАО «Волжская ТГК», в 2015 году объединённая компания была переименована в ПАО «Т Плюс». В конце 2015 года Красногорская ТЭЦ вошла в состав Уральского алюминиевого завода (Группа Русал).

## Архитектурные особенности
Здания и сооружения Красногорской ТЭЦ формируют архитектурный ансамбль в формах архитектуры авангарда. Как и многие объекты, построенные в период индустриализации, строения несут на себе влияние конструктивизма — ведущего архитектурного стиля в СССР периода 1920—1930-х годов.
Так здание управления ТЭЦ по улице Заводская 24, построенное в 1949 году по проекту Уральского отделения института «Теплоэлектропроект», является образцом советского неоклассицизма. И своим северным фасадом выходит на небольшую предзаводскую площадь, южным — на формирующую главную ось архитектурного ансамбля широкую внутризаводскую аллею, ведущую к главному корпусу ТЭЦ. По сторонам аллеи размещены вспомогательные сооружения — угледробильные корпуса, здания главного щита управления и распределительного устройства.
В мае 2010 года на предзаводской площади открыт мемориал «За ратный и трудовой подвиг Красногорским энергетикам 1941—1945» в виде постамента с установленной на нём дивизионной противотанковой пушкой Д-44.

## Описание
Энергосистема Свердловской области работает в составе объединенной энергосистемы Урала. Установленная электрическая мощность Красногорской ТЭЦ на начало 2015 года составляет 121 МВт или 1,3 % от общей мощности электростанций региона.
Красногорская ТЭЦ работает в режиме комбинированной выработки электрической и тепловой энергии и является основным источником тепловой энергии для системы централизованного теплоснабжения Красногорского района города. Установленная тепловая мощность станции — 1006 Гкал/ч. ТЭЦ покрывает 49 % тепловых нагрузок города, снабжает паром Уральский алюминиевый завод и Каменск-Уральский металлургический завод.
Тепловая схема ТЭЦ — с поперечными связями на низкое давление свежего пара. Основное оборудование включает:
- 10 энергетических (паровых) котлов[13];
- 7 турбоагрегатов единичной мощностью от 14 до 25 МВт[11], введённые в эксплуатацию в 1939—1955 годах:
  - три типа Р-14-29/1,2;
  - два типа Р-17-29/8;
  - Т-25-29/1,2;
  - Р-20-29/8.

В качестве основного топлива используется уголь, резервное топливо — магистральный природный газ. Красногорская ТЭЦ является одной из наименее экономичных электростанций региона: удельный расход условного топлива на отпуск электрической энергии достигает 600 г у.т. на  кВт⋅ч.

## Галерея
- Начало строительства бараков для рабочих Красногорской ТЭЦ
- Строительство Волковской плотины
- Строительство Красногорской ТЭЦ
- Строительство Красногорской ТЭЦ

```

```

- Красногорская ТЭЦ- территория тепла и света
- Сети Красногорской ТЭЦ
- Заводоуправление Красногорской ТЭЦ
- Трубы Красногорской ТЭЦ